# Ursule Wibaut
Pour les articles homonymes, voir Wibaut.
Ursule Wibaut, né Ulysse Wibaut le 18 juin 1887 à Howardries et mort le 17 juin 1968, est un footballeur français évoluant au poste de défenseur.

## Biographie
Wibaut évolue à l'Olympique lillois de 1908 à 1909. Durant l'été 1908, il est l'un des défenseurs de l'équipe de France de football participant au tournoi de football aux Jeux olympiques d'été de 1908 à Londres. Les Bleus sont éliminés en demi-finale, défaits par le Danemark sur le score lourd de dix-sept buts à un.
Joueur du RC Roubaisien avant-guerre, Wibaut s’est illustré en novembre 1914 en faisant preuve d’héroïsme selon la revue Sporting qui publie le témoignage d’un lieutenant français: «Personnellement, je n’ai échappé à la mort que par miracle. Tombé à 30 mètres de la ligne allemande, fauché par un éclat d’obus, je fus presque en même temps touché à la tête par une balle. La jambe droite cassée, je fus ramassé par mes hommes sous la mitraille et un footballeur de Roubaix assez connu, Wibaut, m’a couvert de son corps. Il tenait en même temps en respect avec mon revolver les Allemands les plus rapprochés qui cherchaient à m’achever. Le brave garçon ! »